# Mariadal (Roosendaal)

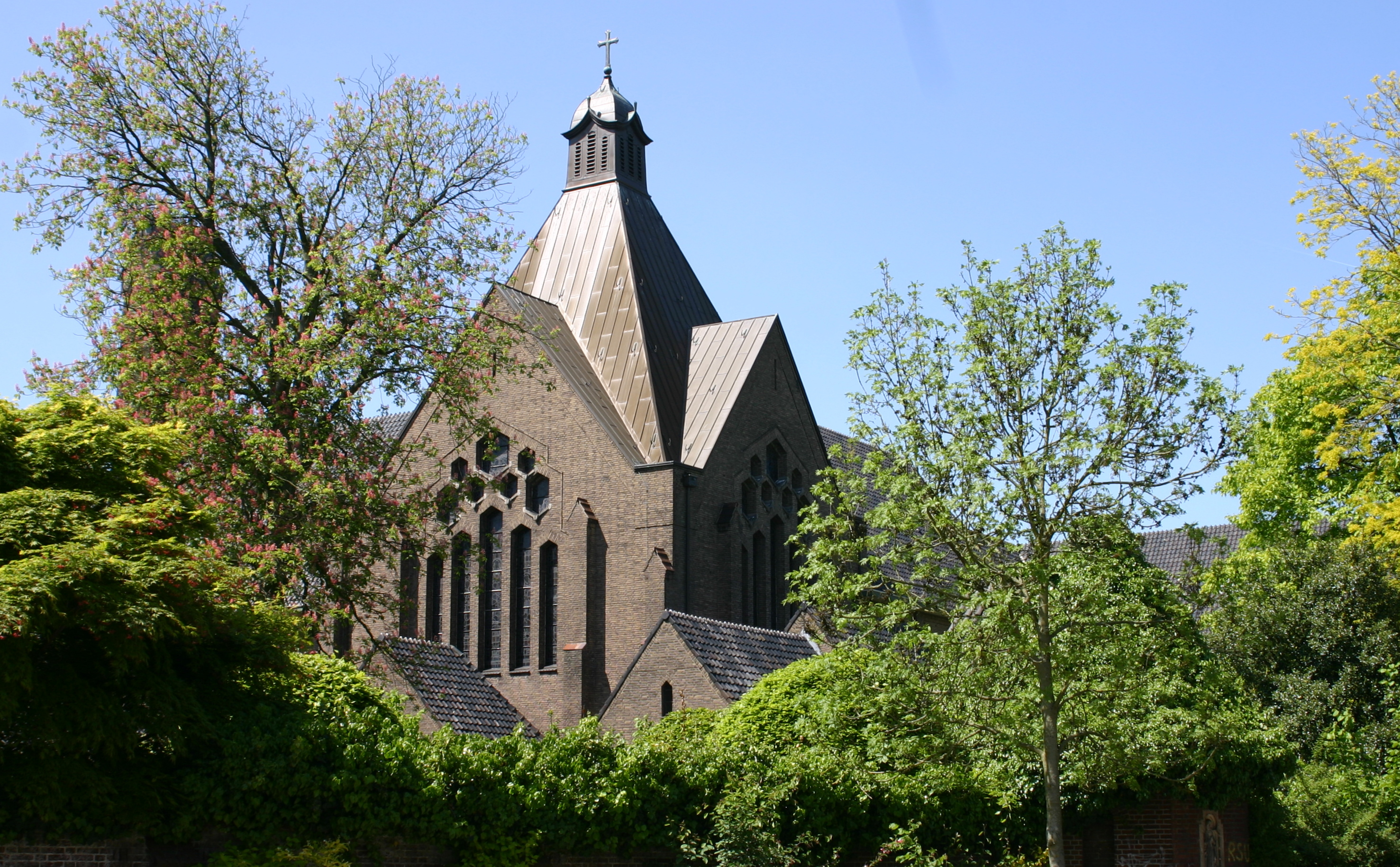
Kapel van het Klooster Mariadal

Mariadal is de naam van het klooster der Franciscanessen van Roosendaal. Het is gelegen aan de Vincentiusstraat 3-7 in Roosendaal in de provincie Noord-Brabant.
In 1934 werd het klooster gebouwd. Architecten waren Joseph Cuypers en Franciscus Sturm.
Het klooster werd gebouwd in de stijl van de Delftse School en heeft een T-vormige plattegrond. De kapel, die zich achter het klooster bevindt, is een voorbeeld van baksteenexpressionisme in de stijl van Dom Bellot. De altaarruimte van de kerk wordt overwelfd door een koepel die rust op marmeren zuilen en aan drie zijden topgevels heeft waarin glas-in-loodramen zijn aangebracht (Christocentrische kerk). De koepel wordt bekroond door een klokkentorentje.
De grote, ommuurde, kloostertuin met kerkhof heeft een geometrisch padenpatroon. In de tuin bevindt zich een devotiekapel.
Zowel het klooster als de kloostermuur zijn geklasseerd als rijksmonument.
In het heemhuis is de Heemkundekring De Vrijheijt van Rosendale gevestigd.